# Will Routley
Will Routley, nascido a 23 de maio de 1983 é um ciclista canadiano. Foi profissional de 2005 a 2016.
A 2 de dezembro de 2016 anunciou a sua retirada do ciclismo depois de doze temporadas como profissional e com 33 anos de idade.

## Palmarés
2010
- Campeonato do Canadá em Estrada
- 1 etapa da Redlands Bicycle Classic

2011
- 2.º no Campeonato do Canadá em Estrada

2014
- 1 etapa do Volta à Califórnia

2016
- 1 etapa do Grande Prêmio Liberty Seguros
- 3.º no Campeonato do Canadá em Estrada